# Osteocephalus helenae
Osteocephalus helenae es una especie de anfibio anuro de la familia Hylidae.

## Distribución geográfica
Esta especie se encuentra en la Cuenca del Amazonas en Brasil, Guyana, Guayana francesa y el sur de Perú.

## Etimología
Esta especie lleva el nombre en honor a Helen Gaige.

## Taxonomía
Osteocephalus germani ha sido colocado en sinonimia por Jungfer et al. en 2013.

## Publicación original
- Ruthven, 1919: The amphibians of the University of Michigan-Walker expedition to British Guiana. Occasional papers of the Museum of Zoology University of Michigan, vol. 69, p. 1-22[6]